# Sekikawa
Sekikawa (関川村?) è un villaggio giapponese della prefettura di Niigata.